# Cromozomul uman 5
Cromozomul 5 este unul dintre cele 23 de perechi de cromozomi umani, anume un autozom. Oamenii au în mod normal două copii al acestuia. Cromozomul 5 are o anvergură de mai mult de 181 milioane nucleotide în perechi (materialul de bază pentru ADN), și reprezintă aproximativ 6% din totalul de ADN din celule.
Cromozomul 5 este unul dintre cei mai mari cromozomi, dar are una din cele mai mici densități. Acest fapt este parțial explicat de numeroase zone sărace în gene care dispun de un nivel remarcabil de conservare sintetică pentru vertebratele non-mamifere, sugerând că sunt constrânse funcțional.
Identificarea genelor la fiecare cromozom este un domeniu activ al cercetării genetice. Datorită diferitelor tactice folosite de cercetători pentru a prezice numărul de gene pentru fiecare cromozom, acesta variază. Cromozomul 5, cel mai probabil, conține între 900 și 1.300 de gene.